# Fritz Wichert
Friedrich Karl Adolf Wichert (né le 22 août 1878 à Cassel (Mayence) et mort le 24 janvier 1951 à Kampen (Sylt)) est un historien d'art allemand. Il est directeur de la Kunsthalle de Mannheim et de l'École Städel (école des beaux-arts) de Francfort, ainsi que collaborateur du programme d'urbanisme (1925-1930) Das neue Frankfurt (Le Nouveau Francfort).

## Biographie
Fritz Wichert naît en 1878 à Cassel (aujourd'hui quartier de Wiesbaden) près de Mayence et passe son Abitur (équivalent du baccalauréat) en 1899 au Realgymnasium de Wiesbaden.
Il étudie la philosophie et l'histoire de l'art à Bâle, Berlin et Fribourg. Il est élève de l'historien d'art Heinrich Wölfflin et travaille à la Frankfurter Zeitung comme spécialiste d'art. En 1907, il passe sa thèse à Fribourg et est employé au Städelsches Kunstinstitut de Francfort. En 1909, il est nommé directeur de la Kunsthalle de Mannheim, et il va s'efforcer de réunir une importante collection de peintures du XIXe siècle et spécialement de représentants de l'art moderne français. Pendant la Première Guerre mondiale, il fait partie des services diplomatiques. Après la guerre, il retourne à la Kunsthalle de Mannheim et s'intéresse au mouvement expressionniste.
En 1923, Wichert est nommé directeur de l'École Städel de Francfort. Il y appelle Max Beckmann, Adolf Meyer, Richard Scheibe (de) et Willi Baumeister comme enseignants et met sur pied une école d'art parmi les plus à la pointe d'Allemagne. Il dirige cette école avec Albert Windisch. Windisch fonde en 1924 la section typographie et reliure qui est dirigée à partir de 1925 par Wichert. Cette section se trouve en concurrence directe avec l'actuelle Hochschule für Gestaltung d'Offenbach am Main. Wichert renforce cette activité grâce à Paul Renner. Il conseille à Renner de nommer sa police d'écriture « Futura », d'après un projet de la Städelschule. En tant que co-éditeur de la revue Das neue frankfurt (avec Ernst May), Wichert participe formellement au plan d'urbanisme du Nouveau Francfort (1925-1930). En 1933, Wichert est écarté par les nouvelles autorités nationales-socialistes et il s'installe à Kampen sur l'île de Sylt. En 1946, il est élu bourgmestre de Kampen jusqu'en 1948.
Les archives de Wichert se trouvent aux archives de Mannheim (Marchivum). Sa tombe se situe au cimetière luthérien de l'église Saint-Séverin de Keitum à Sylt.

## Hommages
Le Fritz-Wichert-Ring de Kalbach-Riedberg (boulevard périphérique des quartiers nord de Francfort) a été baptisé de son nom en avril 2013.

## Travaux
- Die Mannheimer Bewegung ein kommunales Gestaltungsideal[3]